# Arwen
Arwen Undómiel kitalált karakter J.R.R. Tolkien legendáriumából. Az író leghíresebb művében, A Gyűrűk Urában tűnik fel. Mindhárom kötetben szerepel. Arwen féltünde, Elrond lánya, Aragorn feleségeként az Újraegyesült Királyság első királynéja.
Az Arwen név sindarin nyelven nemes szüzet jelent (’ar’=nemes, ’wen’=szűz). A második neve, vagy epessëje, az Undómiel quenya nyelven alkonyi csillagot jelent (’undómë’=alkonyat, ’él’=csillag). Az angol műben Arwen Evenstarnak (evening star = esti csillag) hívják.

## Előtűnése